# Andrés Meza Araújo
Andrés Felipe Meza Araújo es un ingeniero y político colombiano, que se desempeñó como Gobernador del Departamento de Cesar entre 2021 y 2023.

## Biografía
Meza Araújo es, de profesión, Ingeniero Ambiental y Sanitario, a la vez que posee una especialización en Evaluación del Impacto Ambiental de Proyectos.
Ha trabajado como funcionario del Ministerio de Ambiente y Desarrollo Sostenible, la Organización de Estados Iberoamericanos y la Autoridad Nacional de Licencias Ambientales.
En enero de 2020 fue nombrado Secretario de Ambiente de Cesar por el Gobernador Luis Alberto Monsalvo Gnecco. Considerado cercano a este, el 26 de agosto de 2021 fue designado como Gobernador Encargado de Cesar por parte del presidente Iván Duque Márquez, tras la destitución de Monsalvo por corrupción, encargándose de concluir el mandato de este, que iba hasta el 31 de diciembre de 2023.